# 千賀修一
千賀 修一（せんが しゅういち、1943年9月6日 - ）は、弁護士・税理士。弁護士法人TLEO虎ノ門法律経済事務所代表弁護士、公益財団法人千賀法曹育英会理事長、公益財団法人岡本太郎記念現代芸術振興財団監事、公益社団法人シニア総合サポートセンター理事長。公益財団法人公益事業支援協会理事長。

## 人物
愛知県愛西市出身。不動産取引・建築・都市再開発を得意としている。中央大学の真法会で同会の理事長（後に会長）であった弁護士向江璋悦氏（当時司法試験受験指導の神様といわれていた）から学問に国境はない、先輩から受けた恩は後輩に返せという指導を受け、司法試験に合格。1973年赤坂1丁目再開発事業のとりまとめを受任し望外の報酬が入ったので後進のため虎ノ門司法研究室を設立し、ボランティアで司法試験受験生の指導を開始（。
2002年株式会社西新橋一丁目共同ビル建設組合（株式会社虎ノ門法曹ビル）を設立し、2006年3月国内で弁護士ビルとして最も規模の大きい虎ノ門法曹ビルを等価交換方式により竣工させた。同ビル竣工と同時に法律事務所名を虎ノ門総合法律経済事務所と変更し、共同事務所体制とした。同事務所は、弁護士・公認会計士・税理士・司法書士・土地家屋調査士・社会保険労務士・行政書士が所属するワンストップ型の総合法律事務所としてはわが国最大規模である。2008年2月社会有用の法曹を養成するため、一般財団法人千賀法曹育英会（2009年7月公益財団法人となる）を設立。2014年4月一般社団法人シニア総合サポートセンターを設立（2022年2月公益社団法人となる）。2021年3月一般財団法人公益事業支援協会を設立（同年12月公益財団法人となる）。

## 経歴
- 1962年（昭和37年）愛知県立津島高等学校卒業
- 1966年　中央大学法学部卒業
- 1967年　早稲田大学大学院修士課程進学（1973年同修士課程修了）
- 1968年　司法研修所司法修習生（第22期）
- 1970年4月　弁護士登録（東京弁護士会）。同年6月　税理士登録
- 1972年4月　千賀法律事務所開設
- 1973年9月　虎ノ門司法研究室会長（2006年11月まで）
- 1996年11月　財団法人岡本太郎現代芸術振興財団監事（現在まで）[6]
- 1997年4月　日本弁護士連合会「常務理事」
- 2000年3月　株式会社虎ノ門法曹ビル代表取締役（現在まで）
- 2002年4月　筑波大学附属高等学校評議員（現在まで）
- 2006年3月　虎ノ門総合法律経済事務所へ名称変更
- 2007年9月　愛知県立津島高等学校同窓会（三稜会）会長（2012年9月まで））[7]
- 2009年2月　公益財団法人千賀法曹育英会理事長（現在まで）
- 2010年1月　弁護士法人TLEO虎ノ門法律経済事務所設立・代表社員に就任（現在まで）
- 2014年4月　公益社団法人シニア総合サポートセンター理事長（現在まで）[8]
- 2017年8月　公益財団法人アジア共生教育財団（2020年12月公益財団法人）代表理事[9]（現在まで）
- 2017年7月　早稲田大学光輝賛助員
- 2021年3月　公益財団法人公益事業支援協会理事長[10]（現在まで）
- 2024年6月　公益社団法人経済同友会会員
- 2024年7月　皇室の伝統を守る国民の会代表委員
- 2024年8月　法経両輪経営研究室長

## 著書
- 『図解　土地建物の法律がわかる事典』（三修社、2009年）ISBN 978-4384042412
- 『ポイント解説付　契約書式の最新文例』監修（アニモ出版、2010年）ISBN 978-4897951119
- 『すぐに役立つ最新信託・遺言・財産管理のしくみと手続き』監修（三修社、2013年）ISBN 978-4384045611
- 『資産運用と相続対策を両立する不動産信託入門』（幻冬舎メディアコンサルティング、2013年）ISBN 978-4344970014
- 『あなたの「思いと財産」を伝えるための引継ぎノート』（出版文化社、2014年）ISBN 978-4883385669